# Мазате
Маза̀те (на италиански: Masate, на западноломбардски: Masàa, Мазаа) е малко градче и община в Северна Италия, провинция Милано, регион Ломбардия. Разположено е на 153 m надморска височина. Населението на общината е 3363 души (към 2010 г.).